# مكثف حراري

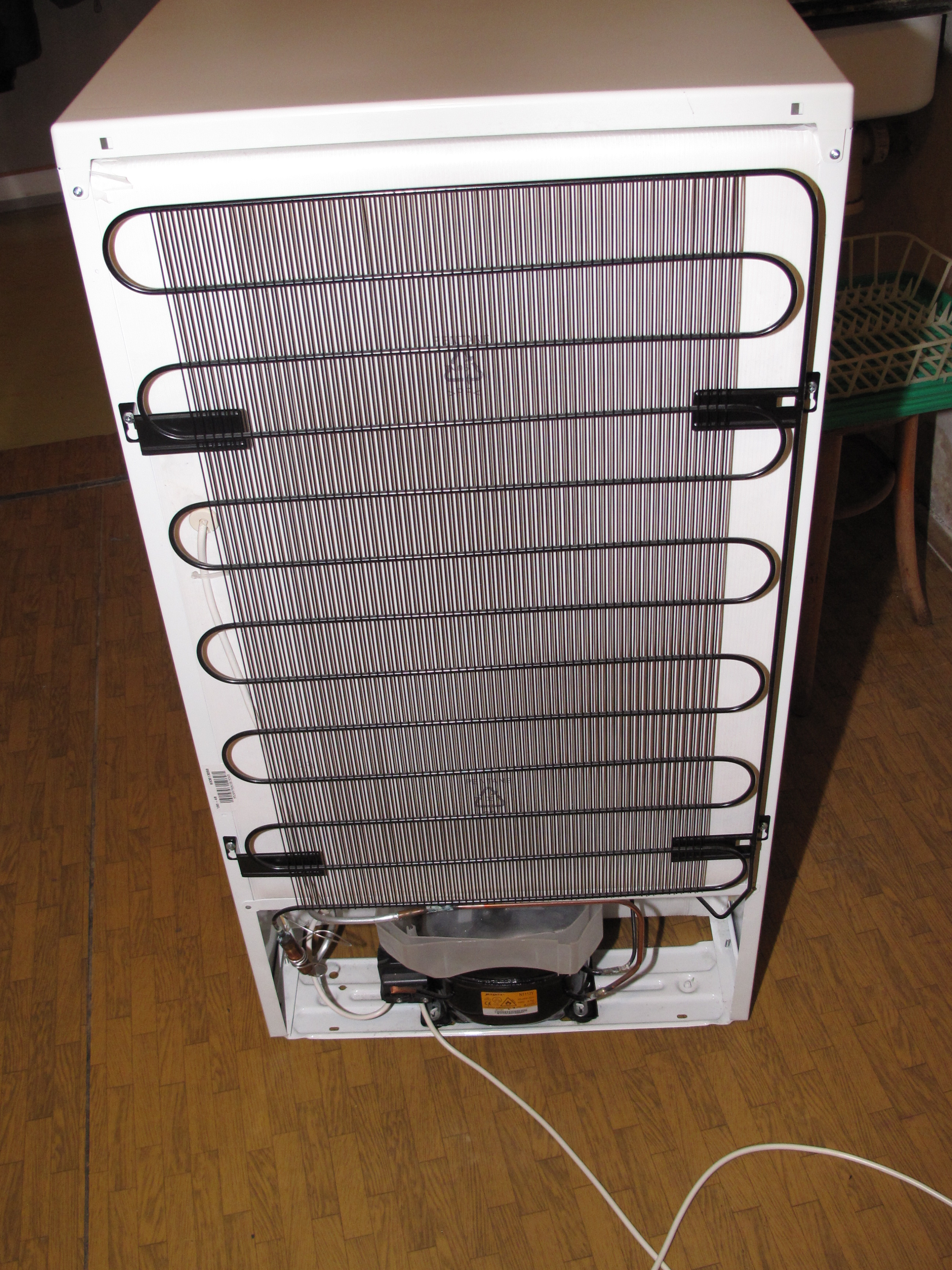
المكثف الحراري لثلاجة.

المكثف الحراري هو جهاز يكثف البخار، بمعنى أنه يحول بخار الماء مثلا إلى ماء. في أبسط الحالات يعتبر لوحا زجاجيا أو معدنيا موضوعا عند مخرج لبخار الماء مكثفا حراريا حيث يتكثف على اللوح البخار مكونا قطرات ماء. تستخدم أجهزة مناسبة (مكثفات) في الصناعة في أحوال حالات متعددة.
في محرك حراري وفي الثلاجة تستخدم مكثفات حرارية إما لتكثيف البخار أو لتكثيف «وسط التبريد» في الثلاجة. بالمكثف تكتمل الدورة الحرارية.
في الثلاجة يستخدم أحيانا تعبير «المسيّل» بدلًا من «المكثف»، بغرض التفرقة بين المكثف الحراري والمكثف الكهربائي. جاء ذلك في النظام الأوروبي للمعايير EN 378 part 1.

## أمثلة المكثفات
المكثف السطحي هو أحد أنواع نظام مبادل حراري. وهو مبادل حراري غلافي أنبوبي يستخدم عند مخرج كل توربين بخاري يعمل في محطة قوى. يمر في العادة ماء تبريد خلال الانبوب ويدخل البخار من ناحية الغلاف، ويحدث تكثف البخار على سطح الأنبوب. ويتساقط الماء المتكثف في القاع.
وبالعكس يمكن أن يدخل البخار في الانبوب حيث يمر ماء التبريد خارج الأنبوب.
- في الكيمياء يستخدم المكثف لتبريد البخار الساخن للحصول على ماء سائل. المكثف في الكيمياء يسمى مكثف مختبر وهو يكون صغيرا بخلاف المكثف المستخدم في الصناعة الكبير. منه نوع مكثف ليبيغ ومكثف غراهام ومكثف ألين. ويجب عدم الخلط بها مع تفاعل تكثف الذي يربط بين جزيئات ليربطها في جزيء واحد كبير.

يستخدم المكثف الحراري في المختبر الكيميائي في عمليات التقطير وإعادة السريان ومنها أنواع عديدة. ويتكون مكثف ليبيغ من أنبوب مستقيم يمر خلال أنبوب أوسع حيث يمر مياه التبريد في الأنبوب الواسع، وهو أبسط أنواع المكثفات.
أما مكثف غراهام فهو عبارة عن أنبوب لولبي يمر داخل أنبوب واسع، ومكثف ألين فهو يحتوي على عدة أوعية داخلية متتالية تعمل على زيادة سطح التبريد. المكثفات المعملية مصنوعة من الزجاج ويمكن شرائها بأطوال مختلفة 100, 200, 400 مليمتر.
كما توجد مكثفات تعمل بتبريد الهواء، وهي لا تستخدم أنبوبا خارجيا واسعا وتكون معرضة للهواء مباشرة. أما المكثفات التي تعمل بماء تبريد في تستخدم الأنبوب الواسع بالإضافة إلى أنبوب مرور البخار.

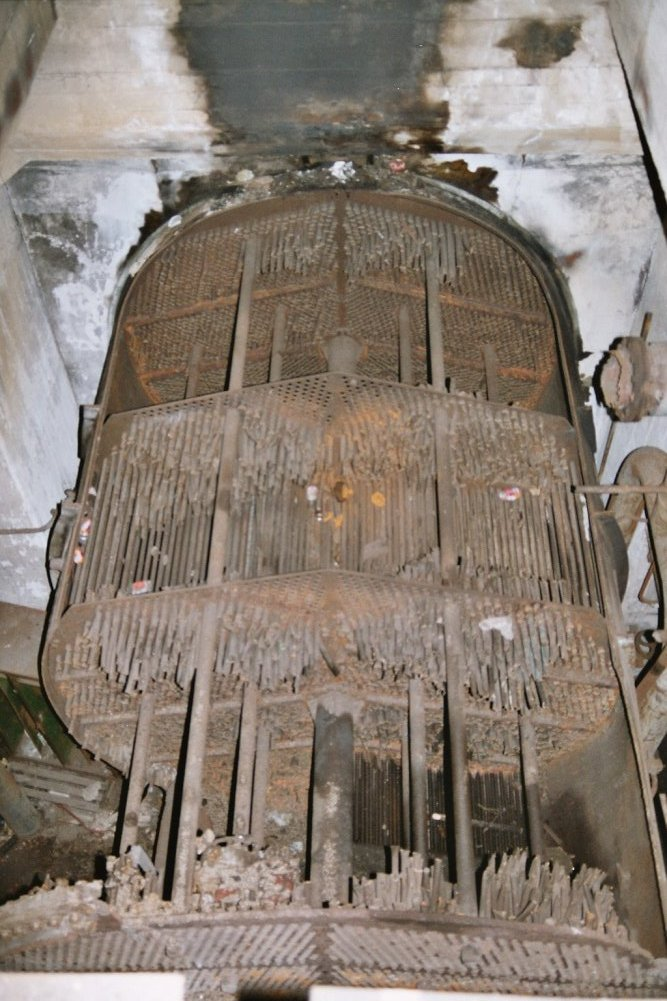
مكثف عنفة بخارية قديمة، متآكلة من الداخل.